# J'suis snob
Pour les articles homonymes, voir Snob (homonymie).
Ne doit pas être confondue avec l'album d'Éric Charden, J'suis snob.
J'suis snob est une chanson écrite en 1954, dont les paroles sont de Boris Vian et la musique de Jimmy Walter.

## La chanson et son contexte
Écrite avec une version femme et une version homme, elle a été créée par Boris Vian, accompagné de Jimmy Walter aux Trois Baudets dont la salle était proche de son domicile en février 1955.
Avant son premier passage sur scène, Boris a fait une audition en décembre 1954, dans la même salle, où se trouvait un pianiste alors inconnu : Serge Gainsbourg. La chanson est parue l'année suivante dans son deuxième quarante cinq tours Chansons possibles qui comprenait également On n'est pas là pour se faire engueuler, Le cinématographe, et La Complainte du progrès. Un premier quarante-cinq tours était paru peu avant sous le titre Chansons impossibles, et comprenait Le Déserteur, La Java des bombes atomiques, Le Petit Commerce, Les Joyeux bouchers,. Les deux quarante cinq tours ont été distribués à la fin de l'année 1955 et jusqu'en 1956, date à laquelle Boris avait cessé de chanter pour raison de santé.
Le titre initialement envisagé par son auteur est « Snobisme ». Le document manuscrit autographe est consultable sur le site web de la BnF.

## Texte
La chanson écrite à la première personne désigne une personne qui se qualifie de « snob » c'est-à-dire, cherchant à se distinguer de ses contemporains de ce début de la première moitié du XXe siècle, en s'habillant de façon la plus originale possible : « Chemises d’organdi, chaussures de zébu,  cravate d’Italie et méchant complet vermoulu.  Un rubis au doigt… de pied »  et qui parvient à obtenir ce « statut » en travaillant quotidiennement de façon obsessionnelle : « J’ suis snob… Ah ah… J’ suis ravagé par ce microbe », allant même jusqu'à songer à ses funérailles qui, bien sûr, seront, là aussi, organisées de façon originale.

## Postérité
J'suis snob chantée par son auteur qui fait encore référence à la mort, à titre de chute, a été reprise par de nombreux interprètes, dont Éric Charden, Les Charlots, Serge Gainsbourg, Mouloudji, Les Colocs, Lambert Wilson ainsi que, pour la version femme, par Monique Tarbès en 1964, Clémence Lhomme en 1989, Hélène Delavault en 2003, Arielle Dombasle en 2009, et Zizi Jeanmaire en 2000, cette dernière avait pourtant refusé de chanter les chansons de Boris Vian en 1954.
L'appartement de Boris Vian situé au 6bis, Cité Véron dans le 18e arrondissement de Paris a été conservé en 2020 dans son état d'origine. Son bureau et sa chaise y sont à leur place mais l'écran de la télévision est dirigé vers le mur en référence à cette chanson, car Boris Vian y chantait « J'avais la télé, mais ça m'ennuyait / Je l'ai r'tournée... de l'autre côté, c'est passionnant ».
Le texte de la chanson est partiellement cité dans le livre de Martine Boyer-Weinmann (avec la collaboration de Denis Reynaud), Vestiaire de la littérature: Cent petites confections, paru en août 2019.

## Discographie
- Boris Vian, Chansons « impossibles » et  Chansons « possibles » - Philips (1956)